# Le Dahlia bleu (ballet)
Pour l’article homonyme, voir Le Dahlia bleu.

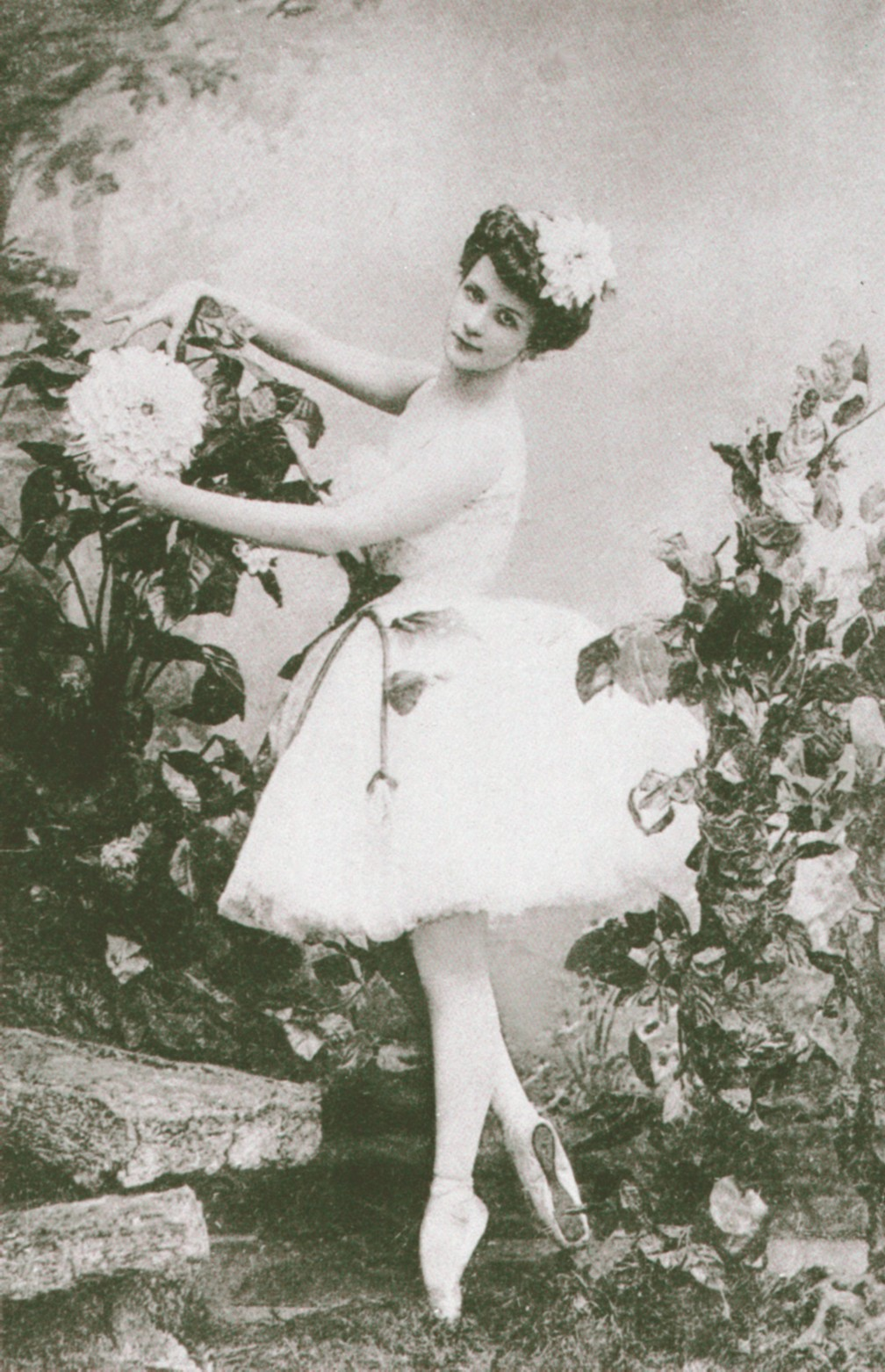
Lioubov Iegorova dans le rôle-titre en 1905.

Le Dahlia bleu est un ballet fantastique en deux actes de Marius Petipa, sur une musique de Cesare Pugni, créé à Saint-Pétersbourg en 1860.

## Histoire
Il est d'abord présenté par le ballet impérial, le 12/24 avril 1860, au théâtre impérial du Bolchoï Kamenny de Saint-Pétersbourg en Russie. Les principaux danseurs sont Maria Petipa dans le rôle du Dahlia bleu et Timofeï Stoukolkine dans le rôle de Beausoleil.
Ce ballet est le cinquième ballet que Petipa crée en Russie pour son épouse Maria. À la différence des précédents, Le Dahlia bleu aborde un sujet dramatique, variante du mythe gréco-romain de Pygmalion et Galatée. L'accueil du public est chaleureux et le critique Maurycy Rappaport (1827-1885) remarque: Ce nouveau spectacle de Petipa « contient non seulement de la créativité et une abondance d'inventions, mais aussi peut se prévaloir d'un grand contenu poétique. » L'Abeille du nord note que cela rappelle la Taglioni dans La Sylphide et loue le « talent créatif et l'imagination du jeune chorégraphe », mettant en avant la fraîcheur d'invention, la grâce et la variété des danses et des ensembles.

## Distribution originelle
- Le Dahlia bleu: Maria Petipa
- Gauthier: Marius Petipa
- Cécile: Anna Kocheva
- Beausoleil: Timofeï Stoukolkine

## Argument
La chance fait qu'un dahlia bleu se met à pousser dans le jardin de Gauthier, gardé par un esprit magique, sous la forme d'une belle dame. Gauthier est totalement envoûté au point qu'il oublie tout, même sa bienaimée Cécile. Lorsqu'un concours de fleurs est organisé, Gauthier s'y présente avec son dahlia à la couleur unique et reçoit le premier prix. Cependant le comte Harold insiste pour qu'il lui donne ce merveilleux dahlia en échange d'une bourse d'or. Le jardinier Gauthier refuse, mais alors qu'il tente de défendre son dahlia, il brise la tige en deux. Le dahlia meurt et en même temps l'esprit magique, dans les bras de Gauthier.

## Reprises
- Marius Petipa a revisité le premier acte de ce ballet en 1875 pour le début de sa fille Marie Petipa et une représentation à bénéfice de Pavel Gerdt. Ce ballet marque aussi le début sur scène de Platon Karsavine.
- Pavel Gerdt retouche la chorégraphie de Petipa en 1905, ce qui agace fort Marius Petipa qui écrit dans son Journal que le ballet a été « horriblement monté par ce cochon de Gerdt » et il demande en conséquence que son nom soit enlevé de l'affiche. La première de cette reprise a lieu le 5/18 mars 1905 au Théâtre Mariinsky avec Lioubov Iegorova dans le rôle-titre[1]. Petipa qualifie dans son Journal de « mauvaise » la prestation de Lioubov Egorova[5].